# Torroella de Fluvià

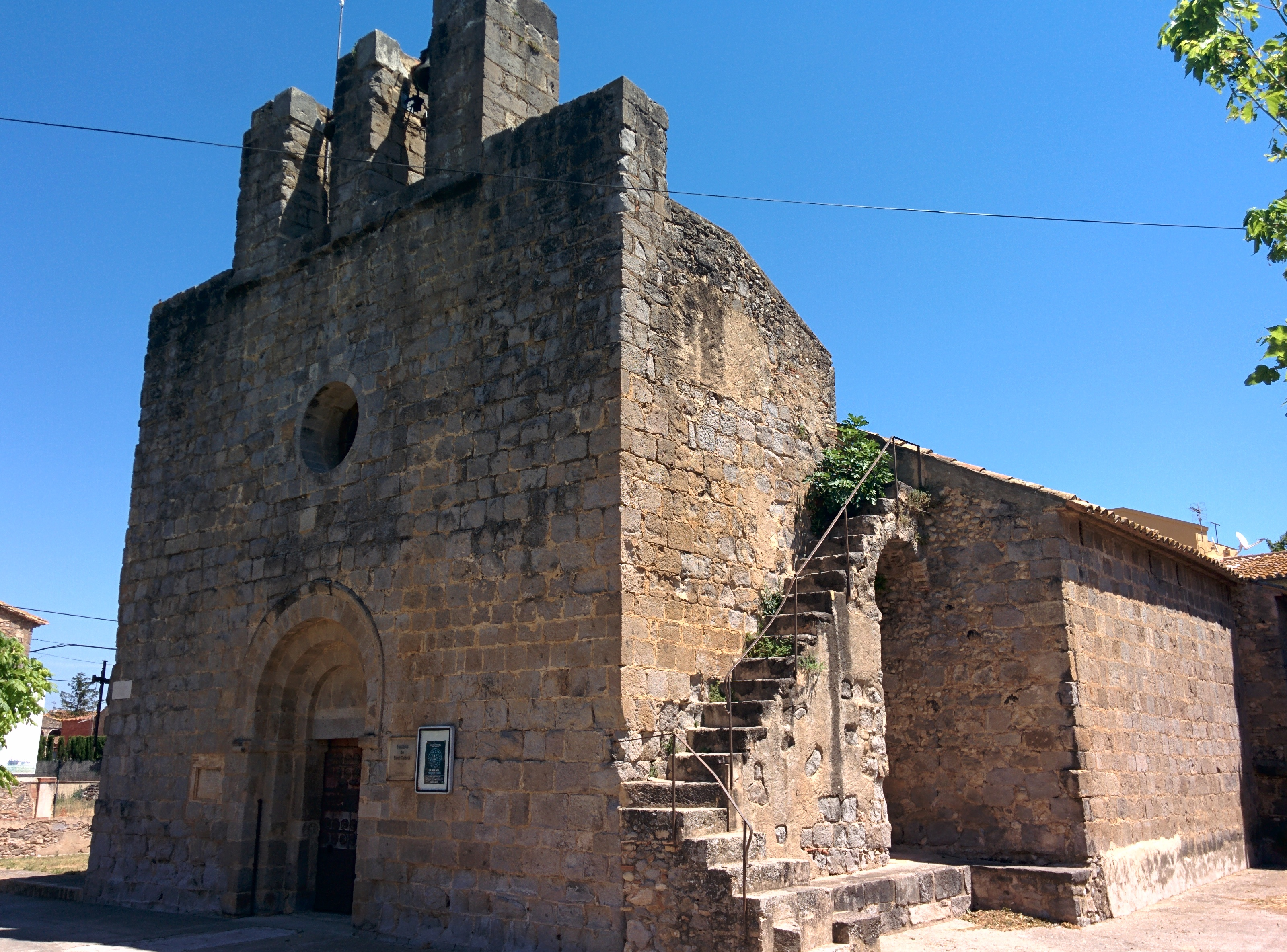
Kerk van Torroella de Fluvià

Torroella de Fluvià is een gemeente in de Spaanse provincie Girona in de regio Catalonië met een oppervlakte van 17 km². Torroella de Fluvià telt 711 inwoners (1 januari 2016).

## Demografische ontwikkeling
Bron: INE, 1857-2011: volkstellingen
Opm.: In 1857 werden de gemeenten Sant Tomàs de Fluvià en Vilacolum aangehecht